# Виманн, Доротея
Доротея Виманн также Фиманн (нем. Dorothea Viehmann; 8 ноября 1755, Баунаталь — 17 ноября 1815, Кассель) — немецкая сказительница, чьи пересказы народных преданий стали одним из важнейших источников Собрания немецких сказок («Kinder- und Hausmärchen»), подготовленного Братьями Гримм.

## Биография
Доротея Виманн, урождённая Катарина Доротея Пирсон (нем. Katharina Dorothea Pierson) родилась на севере земли Гессен в деревне Ренгерсхаузен, уже при её жизни ставшей частью города Баунаталь. Её отец был трактирщиком, а предки по отцовской линии — гугенотами, переселившимися в окрестности Касселя после отмены Нантского эдикта. Благодаря этим французским корням Доротеи Виманн в опубликованное Братьями Гримм собрание сказок попали и некоторые народные вариации французских сказок и преданий. На постоялом дворе её отца, единственном на всю округу, останавливались торговцы, мастеровые, извозчики, праздные путешественники с разных концов страны; от них Доротея, помогавшая отцу управляться в трактире, слышала всевозможные истории, саги и сказки.
В 1777 году Доротея вышла замуж за портного по имени Николаус Виманн (нем. Nikolaus Viehmann) и через 10 лет переехала вместе с ним в деревню Нидерцверен (нем. Niederzwehren, ныне часть города Кассель). Спустя несколько лет Доротея овдовела, оставшись одна с семью детьми. Впрочем, у неё остался просторный дом и довольно большой сад: Доротея обеспечивала себя и своих детей, продавая выращенные в этом саду овощи.

## Информатор Братьев Гримм
В 1813 году она познакомилась с Братьями Гримм, которым рассказала по меньшей мере 76 сказок: из них 40 оказались для Братьев Гримм совершенно неизвестными, а остальные 36 были региональными вариациями уже зафиксированных (по ним Якоб Гримм подвёл разночтения во втором томе Собрания сказок). Вильгельм Гримм записал о ней:
Совершенно случайно мы познакомились с одной крестьянкой из деревни Нидерцверен, что под Касселем <…> Госпоже Виманн было чуть более 50 лет, она ещё сохраняла бодрость и крепко держала в памяти старые саги.
В большинстве случаев Братья Гримм либо сами записывали по памяти только что услышанную сказку, либо получали её текст от какого-либо информатора (например, от Людовины Гакстгаузен или Доротеи Вильд). Но в случае с Д. Виманн братья получили в распоряжение нечто вроде стенограммы, где могли быть зафиксированы как мельчайшие сюжетные подробности, так и диалектальные особенности рассказчицы:
Первый раз она рассказывает совершенно свободно, затем, если попросят, медленно повторяет ещё раз, так что при некоторой тренировке за ней можно и записывать. При этом способе многое удаётся записать буквально, благодаря чему записанное не вызывает сомнения в его подлинности.
Особенно заинтересовало братьев то обстоятельство, что рассказывая одну и ту же сказку несколько раз (даже со значительным перерывом во времени), Доротея в точности воспроизводила её в одних и тех же выражениях. Вильгельм так охарактеризовал и объяснил эту особенность:
Кто полагает, что лёгкие искажения при передаче сказок неизбежны, что они небрежно хранятся рассказчиком в памяти и что поэтому, как правило, невозможна их долгая жизнь, тому следовало бы послушать, насколько точна она (Доротея Виманн) при повторении рассказанного; при повторении она ничего не изменяет и, если заметит ошибку, тут же сама прерывает рассказ и исправляет её.
Среди сказок, переданных Доротеей Виманн, такие известные как:
- «Чёрт и его бабушка»
- «Гусятница»
- «Доктор всезнайка»
- «Ленивая пряха» и др.